# Punta Krug
Punta Araos ist eine Landspitze an der Danco-Küste des Grahamlands auf der Antarktischen Halbinsel. Am Ostufer der Aguirre-Passage liegt sie zwischen Punta Sanhueza und dem Vidaurrazaga-Gletscher.
Wissenschaftler der 5. Chilenischen Antarktisexpedition (1950–1951) benannten sie nach Alfredo Krug Peñafiel von der Fuerza Aérea de Chile, der bei dieser Forschungsreise für den Funkverkehr zuständig war.